# Karl Carstens
Karl Carstens (Bremen, 14. prosinca 1914. – Meckenheim, 30. svibnja 1992.), njemački političar (CDU).
Bio je od 1976. do 1979. predsjednik Bundestaga (Njemački parlament) i od 1979. do 1984. 5. Njemački predsjednik.

## Posjeti drugim državama
| Godina | Mjesec          | Država                     |
| ------ | --------------- | -------------------------- |
| 1980   | travanj/svibanj | Irska                      |
|        | lipanj          | Portugal                   |
| 1981   | siječanj        | Austrija                   |
|        | ožujak          | Indija                     |
|        | lipanj          | Engleska                   |
|        | rujan/listopad  | Španjolska                 |
|        | listopad        | Belgija, Rumunjska, Egipat |
| 1982   | veljača         | Grčka                      |
|        | travanj         | Brazil, Jamajka            |
|        | svibanj         | Danska                     |
|        | kolovoz         | švicarska                  |
|        | litopad         | Italija, Vatikan, Kina     |
| 1983   | rujan           | Jugoslavija                |
|        | listopad        | SAD, Francuska             |
|        | studeni         | Bjelokosna Obala, Niger    |
| 1984   | veljača/ožujak  | Indonezija, Tajland        |